# Bandido (canción de Myke Towers y Juhn)
«Bandido» es una canción de los cantantes puertorriqueños Myke Towers y Juhn. Fue lanzado el 10 de diciembre de 2020 a través de White World Music. La canción pertenece al EP de Myke Towers llamado Para mi ex. La canción se convirtió en el top mundial en varias listas de países latinoamericanos. También consiguió posicionarse en la lista US Billboard Hot 100 y las primeras posiciones en la lista US Hot Latin Songs.

## Lanzamiento
Michael Anthony Torres Monge más conocido como Myke Towers lanzó su EP titulado Para Mi Ex que incluía la canción "Bandido" en colaboración con el cantante puertorriqueño Juhn. La canción habla de un chico que quiere defender a su amada de su novio que la maltrata y no la valora. "Bandido", al igual que el éxito mencionado, es una oda a las mujeres, ya que muestra una versión de Towers que haría cualquier cosa para asegurarse de que su protagonista se sienta amada. En la canción, él teje una historia sobre una mujer que se encuentra en una relación sin amor con alguien que no sabe cómo valorarla verdaderamente y cómo Towers haría cualquier cosa para recordarle su verdadera belleza.

## Posicionamiento en listas
| Lista (2021)                                    | Mejor posición |
| ----------------------------------------------- | -------------- |
| Argentina (Argentina Hot 100)                   | 1              |
| Bolivia (Monitor Latino)                        | 3              |
| Colombia (National-Report)                      | 4              |
| Costa Rica (Monitor Latino)                     | 3              |
| Ecuador (Monitor Latino)                        | 3              |
| El Salvador (Monitor Latino)                    | 1              |
| España (PROMUSICAE)                             | 1              |
| Estados Unidos (Billboard Hot 100)              | 82             |
| Estados Unidos (Bubbling Under Hot 100 Singles) | 1              |
| Estados Unidos (Hot Latin Songs)                | 4              |
| Estados Unidos (Latin Airplay)                  | 14             |
| Estados Unidos (Latin Rhythm Airplay)           | 10             |
| Global 200 (Billboard)                          | 11             |
| Guatemala (Monitor Latino)                      | 1              |
| Honduras (Monitor Latino)                       | 1              |
| México (AMPROFON Top Streaming)                 | 3              |
| México (Billboard Mexico Airplay)               | 24             |
| Nicaragua (Monitor Latino)                      | 1              |
| Panamá (Monitor Latino)                         | 1              |
| Paraguay (SGP)                                  | 1              |
| Perú (Monitor Latino)                           | 4              |
| Puerto Rico (Monitor Latino)                    | 6              |
| República Dominicana (Monitor Latino)           | 11             |
| Venezuela (Monitor Latino)                      | 13             |

## Certificaciones
| País           | Organismo certificador | Certificación      | Unidades certificadas | Ref.   |
| -------------- | ---------------------- | ------------------ | --------------------- | ------ |
| España         | PROMUSICAE             | 3× Platino         | 120 000               | [ 29 ] |
| Estados Unidos | RIAA                   | 3× Platino (Latin) | 180 000               | [ 30 ] |